# Irmela Florin
Irmela Florin (* 14. April 1938 in Dortmund; † 19. Dezember 1998) war eine deutsche Psychologin und seit 1978 bis zu ihrem Tod Inhaberin des Lehrstuhls für Klinische Psychologie an der Philipps-Universität Marburg. Sie gehörte zu den maßgeblichen Mitbegründern der Verhaltenstherapie in Deutschland.

## Leistungen
Nach ihrem Psychologie-Studium in München (Diplom 1964) ließ sich Irmela Florin an der Temple University bei Arnold A. Lazarus und an der Kansas University bei M. Wolf in Verhaltenstherapie ausbilden. Nach ihrer Rückkehr nach Deutschland baute sie in Konstanz die Forschungsgruppe Reichenau mit auf, wurde 1973 promoviert und übernahm eine C3-Stelle in Tübingen bis zu ihrem Ruf nach Marburg. Sie beschäftigte sich mit der Entwicklung von Therapiemanualen für die Behandlung kindlicher Verhaltensstörungen, für Entspannung und Desensibilisierung (mit G. Haag) sowie für Leistungsstörung und Prüfungsangst (mit Lutz von Rosenstiel) und entwickelte zuletzt mit Brunna Tuschen-Caffier ein Manual zur Behandlung der Bulimia nervosa. Sie veröffentlichte unter anderem Arbeiten zu verschiedenen Angststörungen, Schizophrenien, Essstörungen, Depressionen, Alkoholismus, Stottern, Migräne, Asthma, Rückenoperationen und Infertilität.
Irmela Florin hatte es sich zum Ziel gesetzt, Klinische Psychologie in Forschung und Praxis zu fördern und effektive verhaltenstherapeutische Verfahren einer breiten Gruppe von Patienten zugänglich zu machen; in diesem Zuge hat sie die Christoph-Dornier-Stiftung für Klinische Psychologie mit aufgebaut.
Irmela Florin war Leiterin der Fachgruppe für Klinische Psychologie der Deutschen Gesellschaft für Psychologie und Präsidentin der Deutschen Gesellschaft für Verhaltensmedizin und Verhaltensmodifikation (DGVM). Nach ihr ist der Forschungspreis benannt, den die DGVM alle zwei Jahre verleiht.
Irmela Florin wird immer wieder mit unermüdlicher Nachwuchsförderung in Verbindung gebracht. Aus ihrer Arbeitsgruppe sind ein Großteil der Forscher der „Professorenschmiede Marburg“ hervorgegangen.

## Auszeichnungen
- 1997 wurde ihr als erster Marburger Wissenschaftlerin der Frauenförderpreis für ihr Engagement in der Nachwuchsförderung, insbesondere im Hinblick auf Frauen, verliehen.[5]
- 1998 wurde ihr das Bundesverdienstkreuz erster Klasse verliehen.

## Schriften (Auswahl)
Ausgewählte Veröffentlichungen
- I. Florin, R. Cohen, S. Meyer-Osterkamp: Eine Untersuchung zum operanten Konditionieren sozialen Verhaltens bei chronisch Schizophrenen. Hogrefe, Göttingen 1973.
- I. Florin, W. Fiegenbaum: Verhaltenstherapie: Gestern, heute und morgen. In: Verhaltenstherapie. Band 1, 1991, S. 149–155.
- I. Florin, U. Franzen, M. Meier, S. Schneider: Pressure sensitivity in bulimic women: A contribution to research in body image distortion. In: Journal of Psychosomatic Research. Band 32, 1988, S. 439–444.
- I. Florin, G. Freudenberg, J. Hollaender: Facial expression of emotion and physiologic reactions in children with bronchial asthma. In: Psychosomatic Medicine. Band 47, 1985, S. 382–393.
- I. Florin, unter Mitarbeit von G. Haag: Entspannung – Desensibilisierung: Leitfaden für die Praxis. Kohlhammer, Stuttgart 1978.
- I. Florin, G. Haag, U. Brack, E. M. Fahrner (Hrsg.): Perspektive Verhaltensmedizin. Springer, Berlin 1989.
- I. Florin, A. Nostadt, C. Reck, U. Franzen, M. Jenkins: Expressed emotion in depressed patients and their partners. In: Family Process. Band 31, 1992, S. 164–172.
- I. Florin, L. von Rosenstiel: Leistungsstörung und Prüfungsangst. Ursachen und Behandlung. Goldmann, München 1976.
- I. Florin, W. Tunner: Behandlung kindlicher Verhaltensstörungen. Goldmann, München 1970.
- S. Franzen, I. Florin: Familiale Transmission von gezügeltem Eßverhalten. In: Zeitschrift für Klinische Psychologie. Band 24, 1995, S. 65–69.
- F. Gerhards, I. Florin, J. Rojahn: Biofeedbacktraining zur Vasotonuskontrolle und kognitive Stressbewältigung als Methoden zur Migränebehandlung. In: Fortschritte der Medizin. Band 37, 1985, S. 861–864.
- B. Tuschen-Caffier, I. Florin, W. Krause, M. Pook: Evaluation of a behavioral treatment program for couples with male idiopathic infertility. In: Psychotherapy and Psychosomatics. Band 68, 1999, S. 15–21.
- S. Wilhelm, R. McNally, L. Baer, I. Florin: Directed forgetting in obsessive-compulsive disorder. In: Behaviour Research and Therapy. Band 34, 1996, S. 633–641.
- C. Zimmer, I. Florin, P. Griss, K. Matzen, H. Basler: Depressivität und Erfolg von Operationen an der Wirbelsäule. In: Der Schmerz. Band 10, 1996, S. 71–79.